# تيم وارد (لاعب كرة قدم)
تيم وارد (بالإنجليزية: Tim Ward)‏ (17 سبتمبر 1917 في المملكة المتحدة - 28 يناير 1993 بإنجلترا في المملكة المتحدة) هو لاعب كرة قدم بريطاني (وحمل سابقاً جنسية المملكة المتحدة لبريطانيا العظمى وأيرلندا) في مركز جناح. شارك مع منتخب إنجلترا لكرة القدم. أما مع النوادي، فقد لعب مع ديربي كاونتي ونادي بارنسلي وهاميلتون أكاديميكال ونادي تشيلتنهام تاون لكرة القدم.

## وصلات خارجية
- تيم وارد على موقع قاعدة بيانات كرة القدم.إي يو (الإنجليزية)
- تيم وارد على موقع ناشيونال فوتبول تيمز (الإنجليزية)